# Harold Perrineau
Harold Perrineau, all'anagrafe Harold Williams Jr. (New York, 7 agosto 1963) è un attore statunitense.

## Biografia
Nato a Brooklyn, figlio di Harold Williams e Sylvia Perrineau. I suoi genitori non si sono mai sposati e all'età di sette anni ha ottenuto legalmente il cognome Williams. Ma quando si iscrisse alla Screen Actors Guild era già registrato un Harold Williams, così cambiò il suo cognome con quello materno. È sposato dal 2002 con Brittany Perrineau dalla quale ha avuto tre figlie; Aurora (1994), Wynter Aria (2008) e Holiday Grace (2013).
Nel 1995 recitò nel ruolo di Thomas Cole nel film Smoke con Harvey Keitel. Nel 1996 va ricordata la sua interpretazione di Mercuzio nel film Romeo + Giulietta di William Shakespeare. Successivamente dal 1997 al 2003 si fece notare nella serie televisiva Oz, nella parte del detenuto sulla sedia a rotelle Augustus Hill. Un altro ruolo che lo ha reso celebre è la sua interpretazione di Link, nei film del 2003 di Matrix (Matrix Reloaded e Matrix Revolutions) e nel rispettivo videogioco Enter the Matrix. Dal 2004 al 2010 ha recitato nella serie televisiva Lost nel ruolo di Michael Dawson. Nel 2012 ha recitato nella serie televisiva Sons of Anarchy nel ruolo del magnate della droga Damon Pope.

## Vita privata
Perrineau è sposato con Brittany Robinson, ex attrice e modella, dal 2002. Hanno tre figlie, tra cui l'attrice Aurora Perrineau.

## Filmografia

### Cinema
- Un poliziotto in blue jeans (Shakedown), regia di James Glickenhaus (1988)
- King of New York, regia di Abel Ferrara (1990)
- Smoke, regia di Wayne Wang (1995)
- Blood & Wine (Blood and Wine), regia di Bob Rafelson (1996)
- Romeo + Giulietta di William Shakespeare (William Shakespear's Romeo + Juliet), regia di Baz Luhrmann (1996)
- L'urlo dell'odio (The Edge), regia di Lee Tamahori (1997)
- The Best Man, regia di Malcolm D. Lee (1999)
- Per incanto o per delizia (Woman on Top), regia di Fina Torres (2000)
- Qualcuno come te (Someone Like You...), regia di Tony Goldwyn (2001)
- Matrix Reloaded (The Matrix Reloaded), regia di Andy e Larry Wachowski (2003)
- Matrix Revolutions (The Matrix Revolutions), regia di Andy e Larry Wachowski (2003)
- 28 settimane dopo (28 Weeks Later), regia di Juan Carlos Fresnadillo (2007)
- Felon - Il colpevole (Felon), regia di Ric Roman Waugh (2008)
- 30 giorni di buio II (30 Days of Night: Dark Days), regia di Ben Ketai (2010)
- The Killing Jar - Situazione critica (The Killing Jar), regia di Mark Young (2010)
- Solo per vendetta (Seeking Justice), regia di Roger Donaldson (2011)
- Transit, regia di Antonio Negret (2012)
- Zero Dark Thirty, regia di Kathryn Bigelow (2012)
- Snitch - L'infiltrato (Snitch), regia di Ric Roman Waugh (2013)
- The Best Man Holiday, regia di Malcolm D. Lee (2013)
- Sabotage, regia di David Ayer (2014)
- Voglio una vita a forma di me (Dumplin), regia di Anne Fletcher (2018)

### Televisione
- Saranno famosi (Fame) – serie TV, 18 episodi (1986-1987)
- I Robinson (The Cosby Show) – serie TV, episodio 5x18 (1989)
- Law & Order - I due volti della giustizia (Law & Order) – serie TV, episodi 1x11-3x19 (1990-1993)
- Io volerò via (I'll Fly Away) – serie TV, 8 episodi (1991-1993)
- E.R. - Medici in prima linea (ER) – serie TV, episodio 4x08 (1997)
- Oz – serie TV, 55 episodi (1997-2003)
- Dead Like Me – serie TV, episodio 1x14 (2003)
- Lost – serie TV, 48 episodi (2004-2010)
- Lost: Missing Pieces – miniserie TV, 5 episodi (2007-2008)
- CSI - Scena del crimine (CSI: Crime Scene Investigation) – serie TV, episodio 8x03 (2007)
- The Unusuals - I soliti sospetti (The Unusuals) – serie TV, 10 episodi (2009)
- CSI: NY – serie TV, episodio 6x19 (2010)
- The Whole Truth – serie TV, episodio 1x07 (2010)
- Sons of Anarchy – serie TV, 8 episodi (2012)
- The Wedding Band – serie TV, 10 episodi (2012-2013)
- Law & Order - Unità vittime speciali (Law & Order: Special Victims Unit) – serie TV, episodio 14x14 (2013)
- Growing Up Fisher – serie TV, episodio 1x01 (2013)
- Z Nation – serie TV, episodio 1x01 (2014)
- Newsreaders – serie TV, episodio 2x01 (2014)
- Constantine – serie TV, 9 episodi (2014-2015)
- The Mysteries of Laura – serie TV, episodio 2x12 (2016)
- Golia (Goliath) – serie TV, 6 episodi (2016)
- Criminal Minds – serie TV, 5 episodi (2017)
- Claws – serie TV, 40 episodi (2017-2022)
- Star – serie TV, 9 episodi (2018-2019)
- The Rookie – serie TV, 8 episodi (2018-2021)
- The Good Doctor – serie TV episodio 3x17 (2020)
- From – serie TV, 30 episodi (2022-in corso)

## Doppiatori italiani
Nelle versioni in italiano delle opere in cui ha recitato, Harold Perrineau è stato doppiato da:
- Fabrizio Vidale in Law & Order - I due volti della giustizia, The Best Man, Lost, 28 settimane dopo, Solo per vendetta, Snitch - L'infiltrato, The Best Man Holiday, Constantine, Claws, The Good Doctor
- Pino Insegno in Matrix Reloaded, Matrix Revolution, Z Nation
- Nanni Baldini in Blood & Wine, CSI - Scena del crimine, Zero Dark Thirty
- Simone Mori in The Unusuals - I soliti sospetti, 30 giorni di buio II
- Alessandro Quarta in Sabotage, From
- Giorgio Borghetti in Smoke
- Tonino Accolla in Romeo + Giulietta di William Shakespeare
- Massimo De Ambrosis in L'urlo dell'odio
- Fabio Boccanera in Oz
- Francesco Pannofino in Per incanto o per delizia
- Roberto Gammino in Felon - Il colpevole
- Pasquale Anselmo in CSI: NY
- Guido Di Naccio in Transit
- Luca Dal Fabbro in Sons of Anarchy
- Luigi Ferraro in Law & Order - Unità vittime speciali
- Roberto Draghetti in Golia
- Alberto Angrisano in Criminal Minds
- Stefano Thermes in Star
- Maurizio Di Girolamo in The Rookie